# Mike Di Meglio

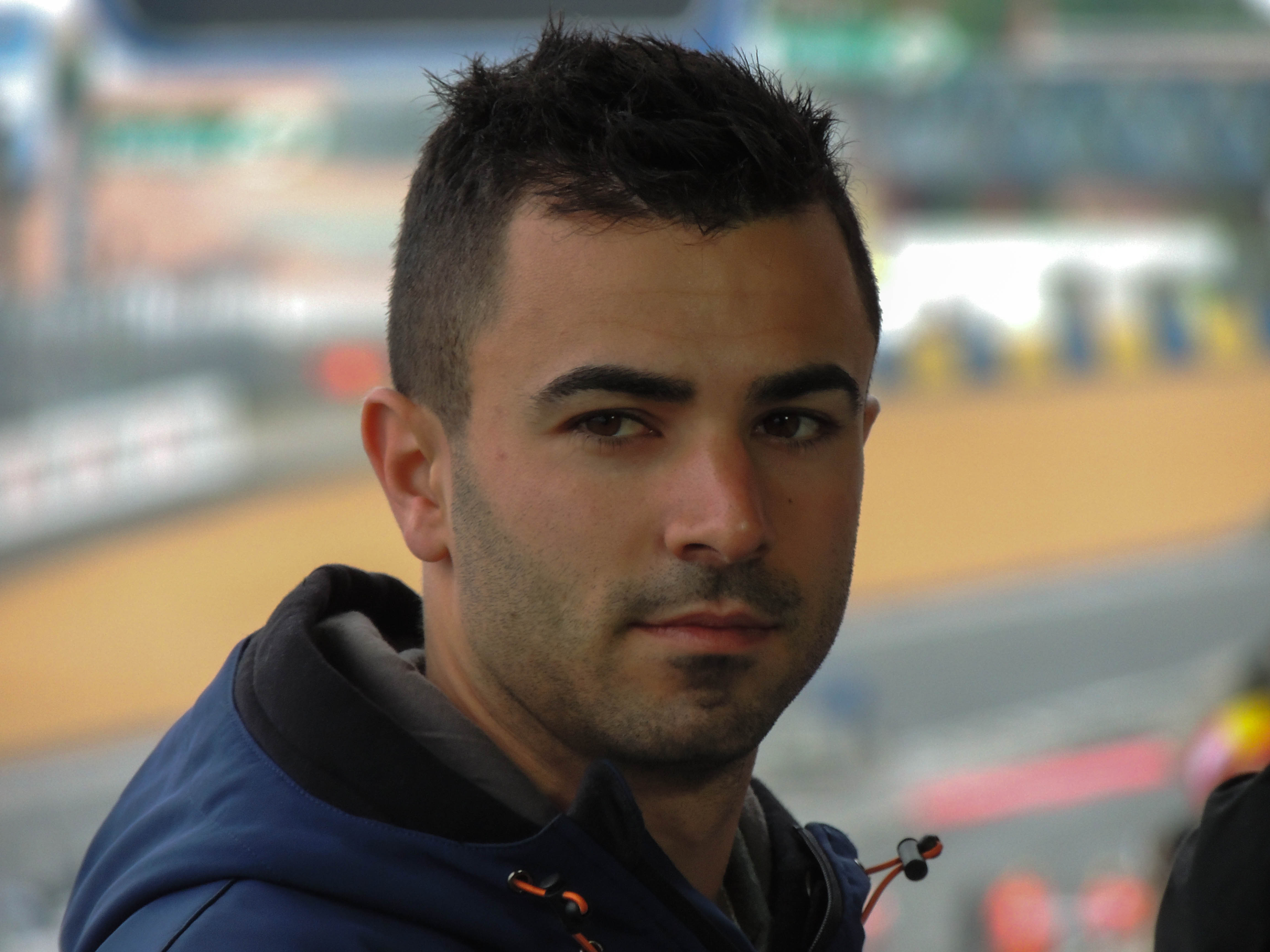
Mike Di Meglio 2013.

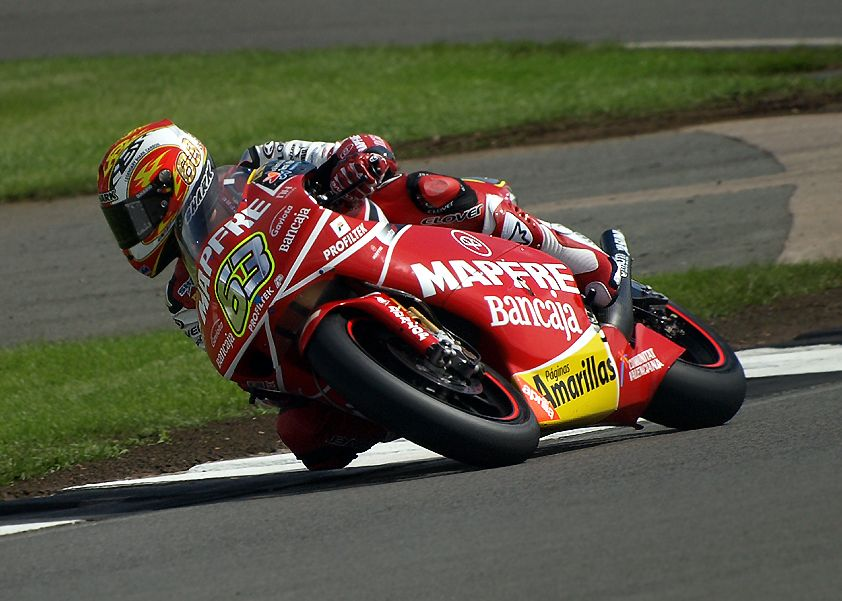
Di Meglio, Donington Park 2009.

Mike Di Meglio, född 17 januari 1988 i Toulouse, Frankrike är en fransk roadracingförare. Han blev världsmästare i 125GP 2008. Di Meglio körde  i MotoGP-klassen 2014-2015.

## Roadracingkarriär
Trots att Di Meglio körde fem säsonger i 125GP mellan 2003 och 2007 så nådde han bara en seger, och inget bättre än en elfteplats i VM. Till Roadracing-VM 2008 fick han dock chansen på Ajo Motorsports Derbi-maskiner och med två omgångar kvar säkrade han VM-titeln efter fem segrar och 50 poängs försprång till Stefan Bradl.
Efter VM-titeln bytte Di Meglio klass till 250GP där han körde Aprilia för Mapfre Aspar-teamet. Debuttävlingen slutade med en tredjeplats. Han blev åtta i VM med 107 poäng. 2010 körde han den nya i Moto2-klassen för Mapfre Aspar på en Suter och blev 20:e man i VM. 2011 körde han för Tech 3 Racing i samma klass, 2012 för S/Master Speed Up och 2013 för JiR Moto2. Säsongen 2013 blev förstörd av en allvarlig skada. Han bröt bäckenet under Tjeckiens GP i augusti och tävlade inte mer den säsongen. Till Roadracing-VM 2014 fick dock Di Meglio kontrakt med Avintia Racing att köra deras motorcykel i MotoGP-klassen. Di Meglio fortsatte hos Avintia 2015, men på en Ducati i öppna kategorin. Han kom på 24:e plats i VM och fick inte fortsatt kontrakt 2016. Istället fick han jobb som testförare åt Aprilia.

### VM-säsonger
| Säsong | Klass  | VM- plac. | Poäng | 1/2/3- plac. | Starter | Motorcykel            | Team                      | Startnr |
| ------ | ------ | --------- | ----- | ------------ | ------- | --------------------- | ------------------------- | ------- |
| 2003   | 125GP  | 28        | 5     | - / - / -    | 15      | Aprilia (GP 1-10)     | Freesoul Racing Team      | 63      |
| 2003   | 125GP  | 28        | 5     | - / - / -    | 15      | Honda (GP 12-16)      | Metasystem Racing Service | 63      |
| 2004   | 125GP  | 18        | 41    | - / - / -    | 14      | Aprilia               | Globet.com Racing         | 63      |
| 2005   | 125GP  | 11        | 104   | 1 / 1 / -    | 16      | Honda                 | Kopron Racing World       | 63      |
| 2006   | 125GP  | 25        | 8     | - / - / -    | 14      | Honda                 | FFM Honda Grand Prix 125  | 63      |
| 2007   | 125GP  | 17        | 42    | - / - / -    | 15      | Honda                 | Kopron Team Scot          | 63      |
| 2008   | 125GP  | 1         | 264   | 4 / 4 / 1    | 17      | Derbi                 | Ajo Motorsport            | 63      |
| 2009   | 250GP  | 8         | 107   | - / 1 / 1    | 16      | Aprilia               | Mapfre Aspar Team 250cc   | 63      |
| 2010   | Moto2  | 20        | 34    | - / - / -    | 16      | Suter                 | Mapfre Aspar Team         | 63      |
| 2011   | Moto2  | 23        | 30    | - / - / -    | 17      | Tech 3                | Tech 3 Racing             | 63      |
| 2012   | Moto2  | 23        | 14    | - / - / -    | 16      | Speed Up (GP 1-7)     | S/Master Speed Up         | 63      |
| 2012   | Moto2  | 23        | 14    | - / - / -    | 16      | MZ-RE Honda (GP 9-12) | Cresto Guide MZ Racing    | 63      |
| 2012   | Moto2  | 23        | 14    | - / - / -    | 16      | Kalex (GP 13-18)      | Kiefer Racing             | 63      |
| 2013   | Moto2  | 21        | 18    | - / - / -    | 10      | Motobi                | JiR Moto2                 | 63      |
| 2014   | MotoGP | 25        | 9     | - / - / -    | 18      | Avintia               | Avintia Racing            | 63      |
| 2015   | MotoGP | 24        | 8     | - / - / -    |         | Ducati                | Avintia Racing            | 63      |

## Pallplatser
| Nr | Grand Prix | År   |
| -- | ---------- | ---- |
| 1  | Portugal   | 2009 |

| Nr | Grand Prix | År   |
| -- | ---------- | ---- |
| 1  | Qatar      | 2009 |

| Nr | Grand Prix | År   |
| -- | ---------- | ---- |
| 1  | Turkiet    | 2005 |
| 2  | Frankrike  | 2008 |
| 3  | Katalonien | 2008 |
| 4  | Tyskland   | 2008 |
| 5  | Australien | 2008 |

| Nr | Grand Prix     | År   |
| -- | -------------- | ---- |
| 1  | Storbritannien | 2005 |
| 2  | Kina           | 2008 |
| 3  | Storbritannien | 2008 |
| 4  | Tjeckien       | 2008 |

| Nr | Grand Prix | År   |
| -- | ---------- | ---- |
| 1  | Valencia   | 2008 |